# A5529T
A5529T（えーごーごーにきゅうてぃー）は、東芝が日本国内向けに開発した、auブランドを展開するKDDIおよび沖縄セルラー電話の携帯電話である。
2007年11月22日発売。2009年11月現在の時点において、CDMA 1X方式の端末としては最後に新規開発された端末である。現在は生産終了および販売終了となっている。なお2009年5月のカタログでは、ラインナップから削除された。

## 注
1. ↑  2012年7月23日より利用不可